# Johannes Tröster
Johannes Tröster, cunoscut și sub pseudonimul „Cibinio”, (n. înainte de 1640 în Hermannstadt (Sibiu) și decedat în jurul anului 1670 sau 1685 în Großschenk (azi Cincu) a fost un umanist, istoric și geograf sas transilvănean. Unul dintre cei mai importanți reprezentanți ai culturii germane din Transilvania în secolul al XVII-lea.

## Biografie
Există puține informații cu privire la viața lui Johannes Tröster. Se presupune că familia sa provenea din Kerz (Cârța). Tatăl său, Martin Tröster, a fost secretarul curții din Sibiu și singurul membru al familiei sale cunoscut în oraș. Între 1651 și 1652, Johannes Tröster a fost înscris ca elev la gimnaziul din Sibiu, și se pare că a absolvit acest gimnaziu înainte de 1658. Ulterior, în perioada 1658-1662, el a fost profesor particular pentru familia nobilă Bethlen din Ideciu (în prezent Brâncovenești). În 1663 s-a înscris la Universitatea din Jena. În perioada 1665-1668 a fost membru al unei societăți literare din Nürnberg. În aceeași perioadă el a trăit probabil la Nürnberg sau în orașul universitar vecin Altdorf.
După întoarcerea în Transilvania Johannes Tröster a devenit rector al școlii din Cincu, conform registrului gimnaziului din Sibiu.
Ernst Wagner presupune că Tröster a murit la scurt timp după ce și-a preluat postul de rector al școlii, deoarece altfel ar fi devenit preot paroh - conform obiceiurilor vremii. Viktor Möckesch se îndoiește că a murit în 1670, așa cum a remarcat Johann Seivert, deoarece a treia ediție a Suetoniului papal al lui Tröster din 1684 este actualizată cu evenimente care au avut loc mult după 1670, și anume moartea papei Clement al X-lea și alegerea lui Inocențiu al XI-lea în 1676. Dacă adăugirile au fost făcute de mâna lui Tröster, moartea sa nu poate deci să fi avut loc înainte de 1676. dar a treia ediție a Suetoniului papal al lui Tröster din 1684 conține actualizări cu evenimente care au avut loc mult după 1670, cum ar fi moartea papei Clement al X-lea și alegerea lui Inocențiu al XI-lea în 1676. Dacă aceste adăugiri au fost făcute de mâna lui Tröster, moartea sa nu poate fi avut loc înainte de 1676. 
Johannes Tröster a devenit cunoscut în special datorită lucrării sale Das Alt- und Neu-Teutsche Dacia, prima descriere detaliată a Transilvaniei publicată în limba germană. În partea sa istorică, Tröster omiterea teoriei, acum depășită, a continuității germanice în Transilvania, dar oferă informații valoroase despre istoria limbilor saxonă și română din Transilvania, precum și despre relațiile juridice, obiceiurile și tradițiile din Transilvania în secolul al XVII-lea. Cartea sa conține, de asemenea, o hartă a Transilvaniei bazată probabil pe o foaie de hartă a celebrului cartograf Gerardus Mercator din 1652, precum și gravuri pe cupru realizate de H.J. Schollenberger, care sunt printre cele mai vechi vederi ale orașelor transilvănene.
Pe lângă activitatea sa de scriitor și filolog, Tröster a fost implicat și în reforma școlară din Transilvania, contribuind la dezvoltarea învățământului în această regiune. În plus, se pare că a fost un om de știință pasionat, interesat în special de astronomie și matematică.

## Lucrări
- Das Alt- und Neu-Teutsche DACIA, scrisă și publicată în 1728. Este considerată prima descriere detaliată a Transilvaniei publicată în limba germană și reprezintă o sursă importantă de informații despre istoria, geografia, cultura și tradițiile Transilvaniei din secolul al XVII-lea. Lucrarea lui Tröster este structurată în două părți: prima parte descrie Transilvania din perspectiva istorică, geografică și culturală, în timp ce a doua parte se concentrează pe aspectele juridice și administrative ale Transilvaniei. În partea istorică, Tröster oferă informații valoroase despre istoria limbilor saxonă și română din Transilvania, precum și despre relațiile dintre diversele comunități etnice și religioase din regiune. Partea a doua a lucrării se concentrează pe organizarea administrativă și juridică a Transilvaniei, precum și pe aspectele economice și fiscale. Tröster descrie în detaliu sistemul de guvernare al Transilvaniei, inclusiv rolul nobilimii și al autorităților locale în administrarea regiunii.[5]

- Das Bedrängte Dacia, lucrare scrisă de Johannes Tröster în 1689, în care autorul își exprimă îngrijorarea față de situația politică și militară a Transilvaniei în contextul conflictului dintre Imperiul Habsburgic și Imperiul Otoman. Tröster descrie în detaliu consecințele devastatoare ale războiului asupra populației și teritoriului transilvănean, precum și eforturile autorităților de a face față situației.[6]

- Polnisches Adler-Nest [7]
- Päbstlicher SUETONIUS publicată în 1667 la Frankfurt. Este o cronică detaliată a istoriei papilor și a bisericii catolice, cuprinzând biografii ale tuturor papilor de la primul până la Alexandru al VII-lea.